# Severo Tiago
Pour les articles homonymes, voir Tiago et Thiago.
Severo Tiago est un footballeur et athlète portugais né le 10 février 1903 à Porto et mort à une date inconnue. 

## Biographie

### Football
Severo Tiago évolue au poste d'attaquant au sein du CF Belenenses,.
Il est vainqueur du Championnat du Portugal en 1927, une compétition se rapprochant beaucoup de l'actuelle Coupe du Portugal à un moment où la première division portugaise n'existait pas encore.
International portugais, il reçoit une sélection en équipe du Portugal. Le 26 décembre 1926, il joue et marque un but contre la Hongrie (match nul 3-3 à Porto).

### Athlétisme
En parallèle, il pratique l'athlétisme. Il est champion national du saut en longueur en 1926 et du 200 mètres en 1928.

## Palmarès

### Football
Avec le CF Belenenses :
- Vainqueur du Championnat du Portugal (ancêtre de la Coupe du Portugal) en 1927
- Champion de Lisbonne en 1926